# Konstantin Alexejewitsch Kalinin

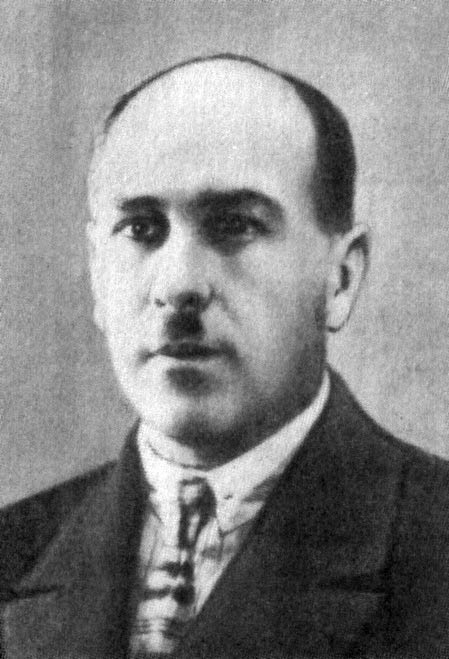
Konstantin Kalinin

Konstantin Alexejewitsch Kalinin (russisch Константин Алексеевич Калинин; ukrainisch Калінін Костянтин Олексійович; * 17. Dezemberjul. / 29. Dezember 1889greg. in Warschau; † 22. Oktober 1938 in Woronesch) war ein sowjetischer Flugzeugkonstrukteur.

## Leben
Kalinin war Sohn eines Offiziers, seine Mutter war Polin. Er trat 1912, nach Abschluss des Lehrgangs der Militärschule in Odessa, den Dienst im Heer an. 1916 wurde er an der Militärfliegerschule in Gattschina ausgebildet und anschließend als Pilot an die Südfront in Rumänien versetzt. 1918 diente er in der Luftfahrt der Ukrainischen Volksrepublik. In der Zeit des Bürgerkriegs trat er 1920 zu den Bolschewiki über. Doch da er als unzuverlässig galt, durfte er seine Karriere als Flieger nicht weiterverfolgen, sondern wurde zum Bodenpersonal abkommandiert. Auch wurde er aus dem Moskauer Ingenieurinstitut der Roten Luftflotte entlassen.
Kalinin ging nach Kiew, wo er im Jahr 1923 am Polytechnischen Institut aufgenommen wurde. Ende 1925 erhielt er sein Diplom als Ingenieur. Da ihm klar war, dass er nicht wieder als Pilot tätig sein durfte, orientierte er sich hin zum Flugzeugbau. Er trat den Dienst im Flugzeugreparaturwerk „Remwosduchsawod-6“ (RWS-6) als Leiter des Konstruktionsbüros an. Noch heute werden in diesem Werk die „An“-Flugzeuge des von Oleg Antonow gegründeten Konstruktionsbüros gebaut.
Kalinin hat eine Reihe von zivilen Flugzeugen entwickelt, angefangen bei der Kalinin K-1, die das Rückgrat der Luftflotte der Dobrolet bildeten.
Diese zivilen Modelle waren durchweg einmotorige Schulterdecker, hatten einen mit Segeltuch bespannten Rohrrahmen und meistens eine hölzerne Tragflügelstruktur. Besonderes Merkmal der Entwürfe Kalinins war der elliptische Tragflügelgrundriss, wie er später auch bei der Supermarine Spitfire oder der Heinkel He 111 Verwendung fand. Großes Aufsehen erregte 1933 das Riesenflugzeug Kalinin K-7 für bis zu 128 Passagiere. Der bekannteste militärische Typ ist die Nurflügel-Kalinin K-12, die 1937 bereit zur Serienproduktion war und in Tuschino vorgeführt wurde.
Insgesamt wurden in Kalinins Konstruktionsabteilung 16 verschiedene Muster inklusive ihrer Modifizierungen entworfen.
Kalinin experimentierte auch mit neuen Flugzeugformen, insbesondere einem schwanzlosen Deltaflügelmodell. Die errechneten Eigenschaften der Kalinin K-15 waren vielversprechend. Die Entwürfe entstanden parallel zu den Arbeiten des Deutschen Alexander Lippisch. Die Erkenntnisse von Kalinin flossen schließlich erst in den 1950er Jahren in den Bau von Kampfflugzeugen ein, die mit Deltaflügeln ausgerüstet wurden.
Kalinin fiel dem Großen Terror unter Stalin zum Opfer. Er wurde am 31. März 1938 verhaftet und am 22. Oktober 1938 in einer zehnminütigen Verhandlung vor dem Militärkollegium des Obersten Gerichtshofs der UdSSR ohne Verteidiger und Zeugen wegen angeblicher antisowjetischer Tätigkeiten und Spionage zum Tode verurteilt. Das Urteil wurde sofort vollstreckt. Kalinins Familie erhielt eine Mitteilung, dass er zu 10 Jahren Arbeitslager ohne Recht auf Korrespondenz verurteilt sei. Später wurde sie benachrichtigt, dass er am 27. April 1940 gestorben sei. Dieses Datum wird seitdem in einigen sowjetischen Veröffentlichungen als Kalinins Todeszeitpunkt angegeben. Viele Jahre nach dem Tode Stalins wurde er juristisch von allen Anschuldigungen rehabilitiert.
Am 2. November 1990 wurde ein Asteroid nach Kalinin benannt: (3347) Konstantin.

## Konstruktionen und Projekte

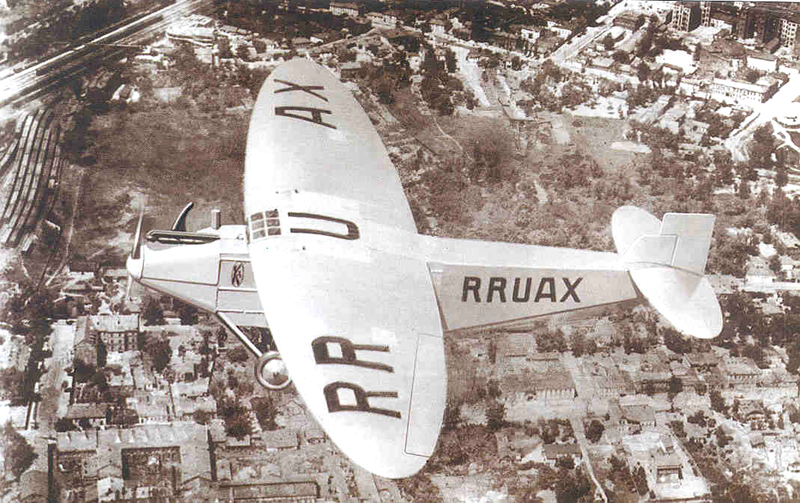
Kalinin K-4

- Kalinin K-1
- Kalinin K-2
- Kalinin K-3
- Kalinin K-4
- Kalinin K-5
- Kalinin K-6
- Kalinin K-7
- Kalinin K-9
- Kalinin K-10
- Kalinin K-12
- Kalinin K-13
- Kalinin K-15